# BMW X5
BMW X5 – samochód osobowy typu SUV klasy wyższej produkowany pod niemiecką marką BMW od 1999 roku. Od 2018 roku produkowana jest czwarta generacja pojazdu.

## Pierwsza generacja

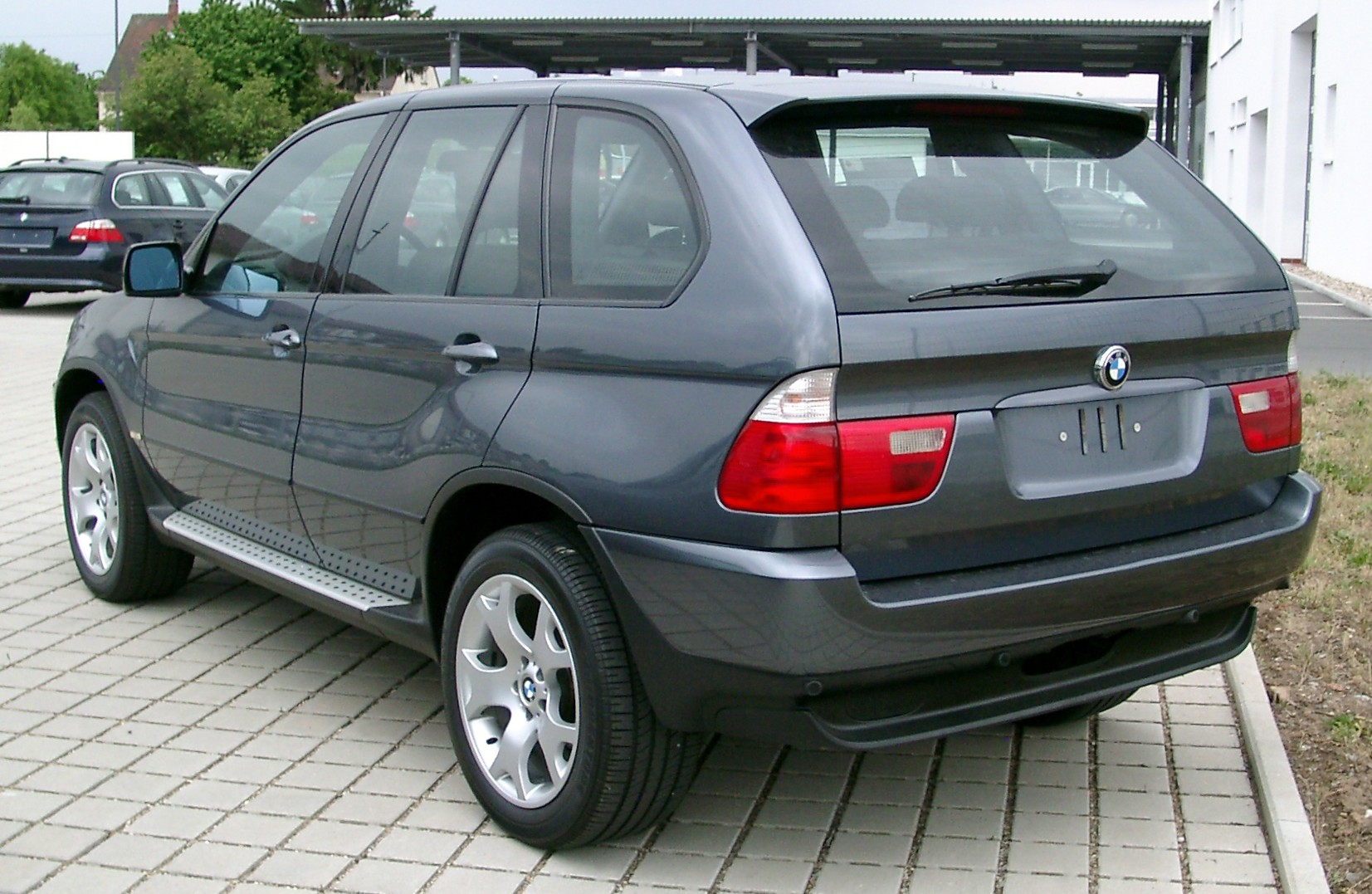
BMW X5 I (E53) – tył

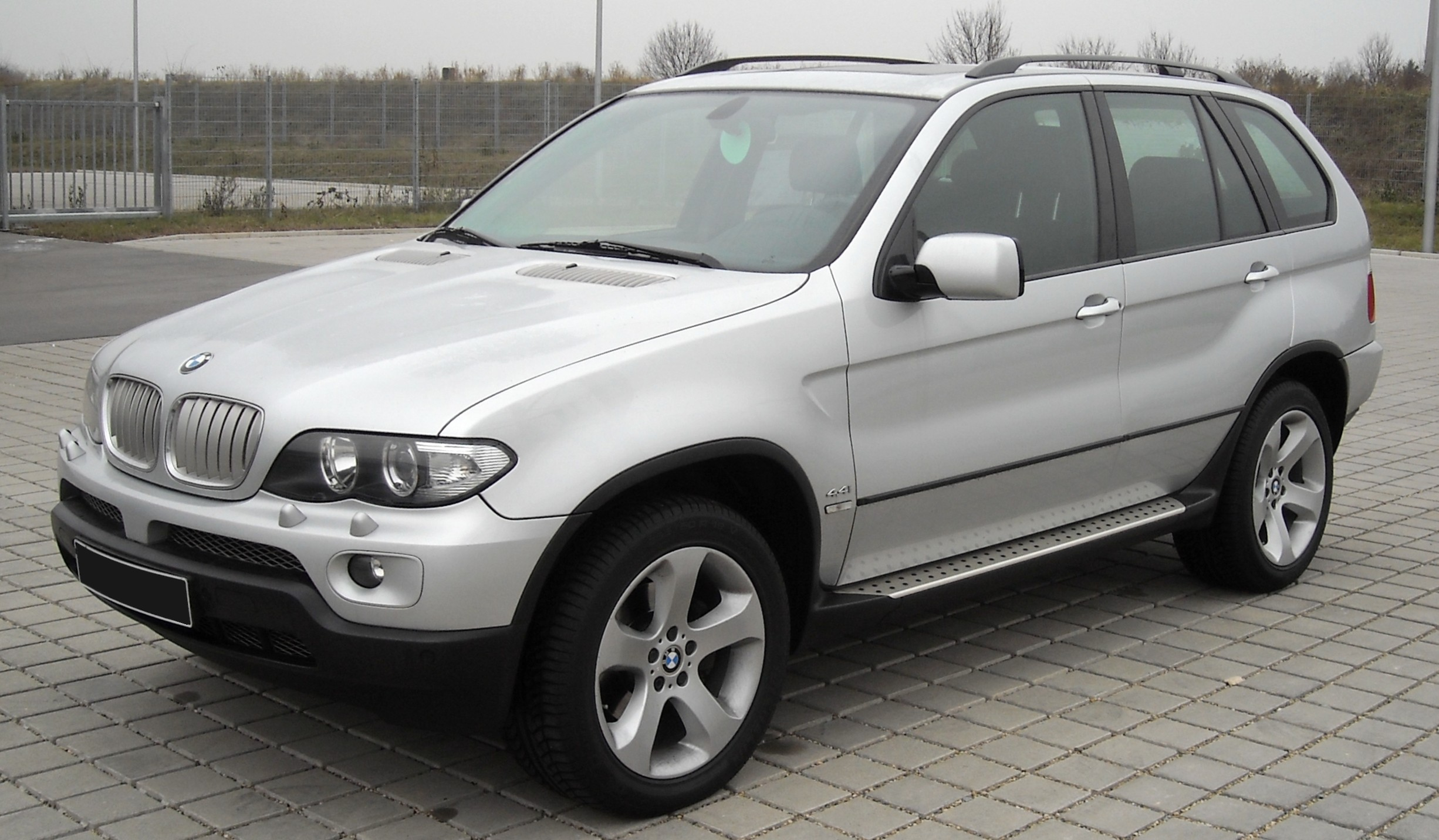
BMW X5 I (E53) po liftingu

BMW X5 I zadebiutował w 1999 roku jako pierwszy samochód sportowo-użytkowy w historii marki BMW.
Samochód zyskał kod fabryczny E53, klasyfikując się w segmencie SUV-ów klasy wyższej. Premiera rynkowa pierwszej generacji BMW X5 miała miejsce w 1999 roku.
Historia X5 rozpoczyna się w 1994 r., kiedy pojawiły się pomysły na samochód sportowy BMW po przejęciu Land Rovera. Eduard Walek został mianowany liderem projektu i głównym inżynierem E53. Chris Chapman dołączył później do Designworks firmy BMW w Kalifornii i zaczął pracować z Bangle w Monachium na dwóch pełnowymiarowych modelach glinianych E53 przez dwa miesiące. Do jesieni 1996 r. Zatwierdzono prace projektowe i zdefiniowano podstawę projektową dla X5 (E53) na 35 miesięcy przed rozpoczęciem produkcji. Po zakończeniu współpracy z dostawcą i inżynierią ostateczne zamrożenie projektu osiągnięto w pierwszej połowie 1997 r., a prototypy testowano od drugiej połowy 1997 r. Patenty projektowe zostały złożone 10 czerwca 1998 r. [3] i 9 grudnia 1998 r., zarejestrowane w USA 18 stycznia 2000.
Przejęcie Rovera w 1994 roku okazało się bardzo korzystne dla BMW w rozwoju X5. Inżynierowie BMW mogli wykorzystać technologię Range Rovera i wykorzystać ją w rozwoju X5 – jednym z takich przykładów byłaby kontrola zjazdu z górki. Pod wieloma względami projekt X5 był pod wpływem brytyjskiego odpowiednika; na przykład X5 ma dwuczęściową klapę tylną prosto z Range Rovera. Wiele części i elektroniki zostało również pobranych bezpośrednio z serii 5.
W przeciwieństwie do modeli Range Rover, X5 został zaprojektowany jako sportowy samochód drogowy: jego możliwości terenowe są znacznie mniejsze niż w Land Roverze. BMW podobno ciężko pracował, aby zapewnić, że jest on nazywany SAV (Sports Activity Vehicle) zamiast SUV (Sports Utility Vehicle).
Mimo że X5 był pojazdem z napędem na wszystkie koła, BMW wybrał od samego początku, aby przekierować 62% momentu obrotowego silnika na tylne koła, dzięki czemu poczuł się jak najbliżej klasycznych sedanów marki.
Auto to było w produkcji do 2006 roku. Wówczas pojawiła się druga generacja X5, która pod koniec 2006 roku pojawiła się w sprzedaży na rynku amerykańskim oraz europejskim.

### Rynek europejski
| Data          | Wersja                       |
| ------------- | ---------------------------- |
| 1999 lipiec   | X5 4.4i M62                  |
| 1999 sierpień | X5 3.0i                      |
| 2000 styczeń  | X5 3.0d M57                  |
| 2001 styczeń  | X5 4.6is                     |
| 2003 styczeń  | X5 3.0d M57N                 |
| 2003 styczeń  | X5 4.4i N62                  |
| 2003 listopad | X5 4.8is                     |
| 2006 wrzesień | zakończenie produkcji modelu |

### Rynek amerykański
| Data             | Wersja                       |
| ---------------- | ---------------------------- |
| 1998 październik | X5 4.4i M62                  |
| 1999 sierpień    | X5 3.0i                      |
| 2001 styczeń     | X5 4.6is                     |
| 2003 luty        | X5 4.4i N62                  |
| 2003 listopad    | X5 4.8is                     |
| 2006 wrzesień    | zakończenie produkcji modelu |

### Dane techniczne
| Wersja                | Silnik:                          | Układ zasilania:   | Średnica × skok tłoka: | St. sprężania:     | Moc maksymalna:                    | Maks. moment obrotowy          | 0–100 km/h:        | V-max:             |
| Silniki benzynowe:    | Silniki benzynowe:               | Silniki benzynowe: | Silniki benzynowe:     | Silniki benzynowe: | Silniki benzynowe:                 | Silniki benzynowe:             | Silniki benzynowe: | Silniki benzynowe: |
| --------------------- | -------------------------------- | ------------------ | ---------------------- | ------------------ | ---------------------------------- | ------------------------------ | ------------------ | ------------------ |
| 3.0i                  | M54B30 R6 3,0 l (2979 cm³), DOHC | wtrysk EFi         | 84,00 × 89,60 mm       | 10,2:1             | 231 KM (170 kW) przy 5900 obr./min | 300 N·m przy 3500 obr./min     | 8,5 s              | 202 km/h           |
| 4.4i                  | M62B44 V8 4,4 l (4398 cm³), DOHC | wtrysk             | 92,00 × 82,70 mm       | 10,0:1             | 286 KM (210 kW) przy 5400 obr./min | 440 Nm przy 3600 obr./min      | 7,5 s              | 207 km/h           |
| 4.4i                  | N62B44 V8 4,4 l (4398 cm³), DOHC | wtrysk             | 92,00 × 82,70 mm       | 10,0:1             | 320 KM przy 6100 obr./min          | 440 Nm przy 3700 obr./min      | 7.0 s              | 210 km/h           |
| 4.6is                 | M62B46 V8 4,6 l (4619 cm³), DOHC | wtrysk             | 93,00 × 85,00 mm       | 10,5:1             | 347 KM (255 kW) przy 5700 obr./min | 480 Nm przy 3700 obr./min      | 6,5 s              | 240 km/h           |
| 4.8is                 | N62B48 V8 4,8 l (4799 cm³), DOHC | wtrysk             | 93,00 × 88,30 mm       | b.d.               | 360 KM (265 kW) przy 6200 obr./min | 500 Nm przy 3600 obr./min      | 6,1 s              | 246 km/h           |
| Silniki wysokoprężne: |                                  |                    |                        |                    |                                    |                                |                    |                    |
| 3.0d                  | R6 2,9 l (2926 cm³), DOHC, turbo | common rail        | 84,00 × 88,00 mm       | 18,0:1             | 184 KM (135 kW) przy 4000 obr./min | 410 Nm przy 2000-3000 obr./min | 10,1 s             | 200 km/h           |
| 3.0d                  | R6 3,0 l (2993 cm³), DOHC, turbo | common rail        | 84,00 × 90,00 mm       | 16,5:1             | 218 KM (160 kW) przy 4000 obr./min | 500 Nm przy 2000-2750 obr./min | 8,3 s              | 210 km/h           |

## Druga generacja

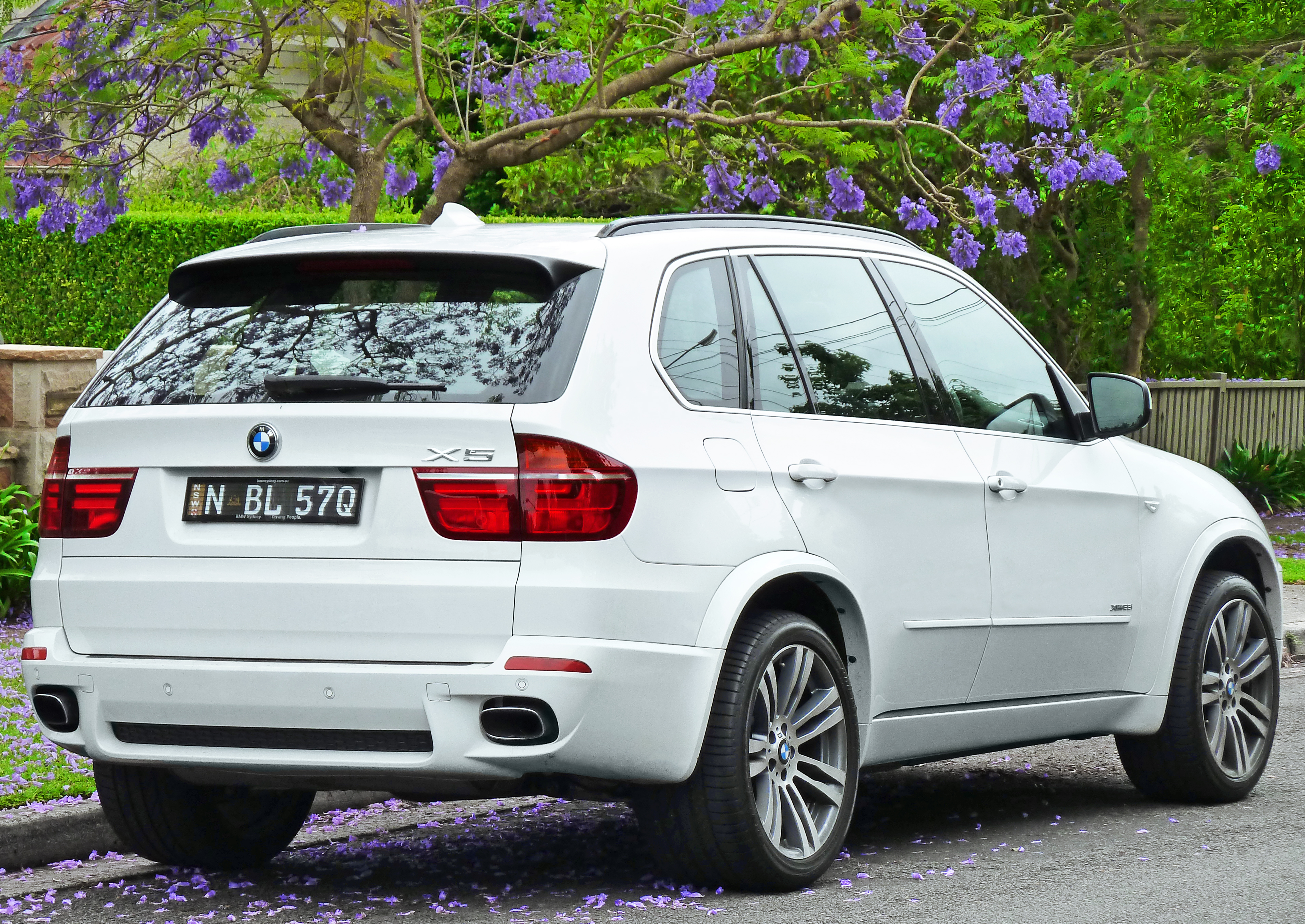
BMW X5 II (E70) – tył

BMW X5 II zadebiutował w 2006 roku, zastępując produkowany od 8 lat model.
Sprzedaż drugiej generacji X5 o kodzie fabrycznym E70 rozpoczęła w 2006 roku. Samochód produkowany był z przeznaczeniem na rynek europejski i amerykański.

### Rynek europejski
| Data          | Wersja      |
| ------------- | ----------- |
| 2006 wrzesień | X5 3.0d     |
| 2006 wrzesień | X5 3.0si    |
| 2006 wrzesień | X5 4.8i     |
| 2007 styczeń  | X5 3.0sd    |
| 2010 kwiecień | X5 35iX LCI |
| 2010 kwiecień | X5 40dX LCI |
| 2010 kwiecień | X5 50iX LCI |
| 2010 czerwiec | X5 M        |
| 2010 lipiec   | X5 30dX LCI |

### Rynek amerykański
| Data          | Wersja      |
| ------------- | ----------- |
| 2006 wrzesień | X5 3.0si    |
| 2006 wrzesień | X5 4.8i     |
| 2008 styczeń  | X5 3.5d     |
| 2009 kwiecień | X5 35iX LCI |
| 2009 czerwiec | X5 M        |
| 2009 lipiec   | X5 50iX LCI |
| 2009 sierpień | X5 35dX LCI |

### Osiągi
| Model     | Skrzynia Biegów        | Napęd          | Pojemność skokowa | Układ cylindrów | Moc                                | Moment obrotowy                | Przyspieszenie 0–100 km/h | Prędkość maksymalna | Zużycie paliwa |
| --------- | ---------------------- | -------------- | ----------------- | --------------- | ---------------------------------- | ------------------------------ | ------------------------- | ------------------- | -------------- |
| xDrive30i | 6 biegowa automatyczna | Wszystkie koła | 2996 cm³          | R6              | 200 kW / 272 KM przy 6650 obr./min | 315 Nm przy 2750 obr./min      | 8,1 s                     | 225 km/h            | 10,2 l/100km   |
| xDrive48i | 6 biegowa automatyczna | Wszystkie koła | 4799 cm³          | V8              | 261 kW / 355 KM przy 6300 obr./min | 475 Nm przy 3400-3800 obr./min | 6,5 s                     | 245 km/h            | 12,0 l/100km   |
| xDrive30d | 6 biegowa automatyczna | Wszystkie koła | 2993 cm³          | R6              | 173 kW / 235 KM przy 4000 obr./min | 520 Nm przy 2000-2750 obr./min | 8,1 s                     | 216 km/h            | 8,2 l/100km    |
| xDrive35d | 6 biegowa automatyczna | Wszystkie koła | 2993 cm³          | R6              | 210 kW / 286 KM przy 4400 obr./min | 580 Nm przy 1750-2250 obr./min | 7,0 s                     | 235 km/h            | 8,3 l/100km    |
| X5 M      | 6 biegowa automatyczna | Wszystkie koła | 4395 cm³          | V8              | 408 kW / 555 KM przy 6000 obr./min | 680 Nm przy 1500-5650 obr./min | 4,7 s                     | 275 km/h            | 13,9 l/100km   |

### Wersja po liftingu
| Model     | Skrzynia Biegów        | Napęd          | Pojemność skokowa | Układ cylindrów | Moc                                     | Moment obrotowy                | Przyspieszenie 0–100 km/h | Prędkość maksymalna | Zużycie paliwa |
| --------- | ---------------------- | -------------- | ----------------- | --------------- | --------------------------------------- | ------------------------------ | ------------------------- | ------------------- | -------------- |
| xDrive35i | 8 biegowa automatyczna | Wszystkie koła | 2979 cm³          | R6              | 225 kW / 306 KM przy 5800 obr./min      | 400 Nm przy 1200-5000 obr./min | 6,8 s                     | 235 km/h            | 10,1 l/100km   |
| xDrive50i | 8 biegowa automatyczna | Wszystkie koła | 4395 cm³          | V8              | 300 kW / 407 KM przy 5500-6400 obr./min | 600 Nm przy 1750-4500 obr./min | 5,5 s                     | 250 km/h            | 12,5 l/100km   |
| xDrive30d | 8 biegowa automatyczna | Wszystkie koła | 2993 cm³          | R6              | 180 kW / 245 KM przy 4000 obr./min      | 540 Nm przy 1750-3000 obr./min | 7,6 s                     | 222 km/h            | 7,4 l/100km    |
| xDrive40d | 8 biegowa automatyczna | Wszystkie koła | 2993 cm³          | R6              | 225 kW / 306 KM przy 4400 obr./min      | 600 Nm przy 1500-2500 obr./min | 6,6 s                     | 236 km/h            | 7,5 l/100km    |

## Trzecia generacja

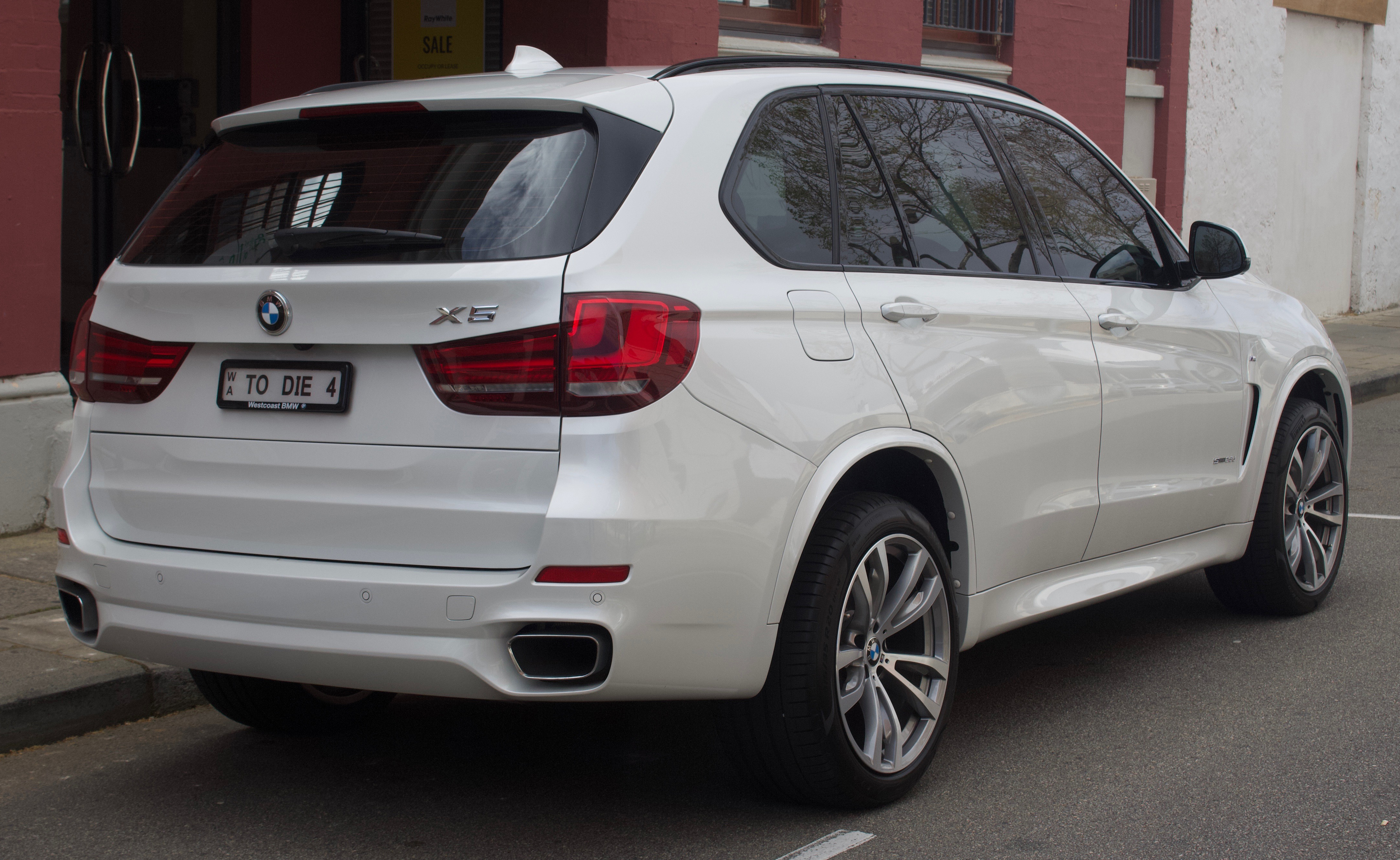
BMW X5 III (F15) – tył

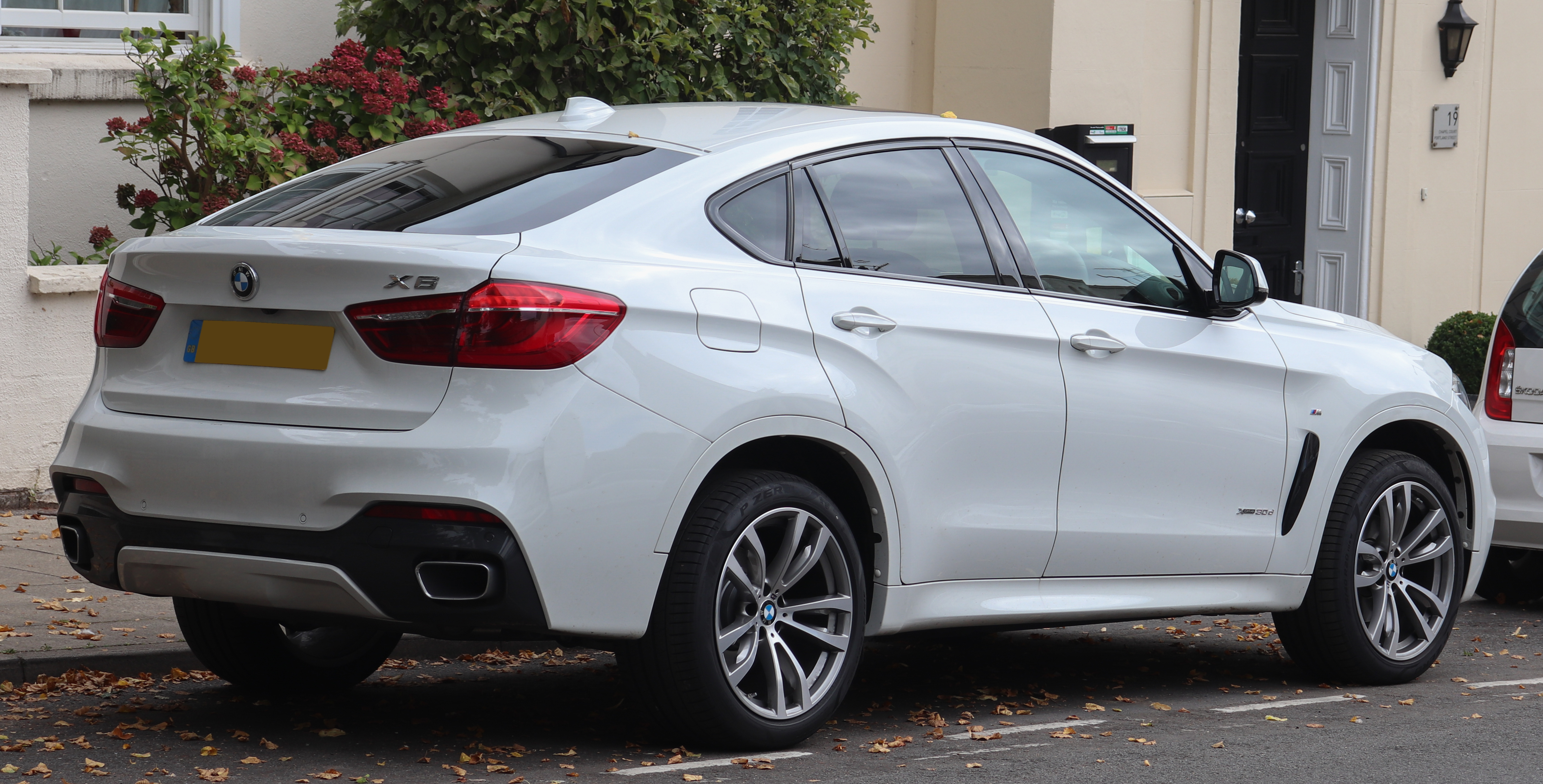
BMW X6

BMW X5 III trafił na rynek w 2013 roku, zastępując produkowany 7 lat model.
Samochód, oparty na płycie podłogowej poprzedniego modelu, zyskał nowy kod fabryczny – F15. Konsekwencją jest niezmieniony rozstaw osi (2993 mm). Cały samochód jednak urósł, zwiększyła się wysokość, długość (o 3,2 cm) i szerokość.
W czerwcu 2013 roku BMW poinformowało, że na wrześniowym salonie we Frankfurcie zadebiutuje oficjalnie BMW X5 trzeciej generacji (F15). Samochód zbudowany został w oparciu o płytę podłogową poprzednika. Bez zmian pozostał więc wynoszący 2993 mm rozstaw osi. Nadwozie auta jest jednak wyraźnie większe. Długość zwiększyła się o 32 mm (do 4866 mm), samochód jest też szerszy (1938 mm, + 5 mm) i wyższy (1762 mm, +14 mm). Tak samo jak do tej pory, klienci będą mogli wybierać między wersją pięcio- i siedmioosobową.
W 2013 roku producent przedstawił wersję Individual, w której klienci mogą wybrać brązowy kolor nadwozia (Pyrite Brown). Zastosowano 20-calowe felgi. We wnętrzu użyto skóry Merino w dwóch kolorach Amaro Brown oraz Criollo Brown z kontrastującymi przeszyciami.
W listopadzie 2014 roku zaprezentowano najmocniejszą wersję X5 M. Źródłem mocy jest silnik V8 o pojemności 4,4 l, który generuje 575 KM. To 20 KM więcej niż w BMW X5 M poprzedniej generacji. Znacznie, bo o 70 Nm wzrósł również moment obrotowy, który wynosi 750 Nm.
Od lipca 2015 wersja silnika xDrive25d ma moc 231 KM i 500 Nm momentu obrotowego.
Jest to najkrócej produkowana generacja X5 – wytwarzano ją zaledwie 5 lat.

### Osiągi
| Model     | Napęd          | Pojemność skokowa | Układ cylindrów | Moc                                     | Moment obrotowy                | Przyspieszenie 0–100 km/h | Prędkość maksymalna | Zużycie paliwa (miasto/poza miastem/średnie) |
| --------- | -------------- | ----------------- | --------------- | --------------------------------------- | ------------------------------ | ------------------------- | ------------------- | -------------------------------------------- |
| xDrive35i | Wszystkie koła | 2979 cm³          | R6              | 225 kW / 306 KM przy 5800-6000 obr./min | 400 Nm przy 1200-5000 obr./min | 6,5 s                     | 235 km/h            | 11,2/6,9/8,5 l/100km                         |
| xDrive50i | Wszystkie koła | 4395 cm³          | V8              | 330 kW / 450 KM przy 5500-6000 obr./min | 650 Nm przy 2000-4500 obr./min | 5,0 s                     | 250 km/h            | 14,0/8,3/10,4 l/100km                        |
| X5 M      | Wszystkie koła | 4395 cm³          | V8              | 423 kW / 575 KM przy 6000-6500 obr./min | 750 Nm przy 2200-5000 obr./min | 4,2 s                     | 250 km/h            | 14,7/9,0/11,1 l/100km                        |
| sDrive25d | Oś tylna       | 1995 cm³          | R4              | 160 kW / 218 KM przy 4400 obr./min      | 450 Nm przy 1500-2500 obr./min | 8,2 s                     | 220 km/h            | 6,5/5,2/5,6 l/100km                          |
| xDrive25d | Wszystkie koła | 1995 cm³          | R4              | 160 kW / 218 KM przy 4400 obr./min      | 450 Nm przy 1500-2500 obr./min | 8,2 s                     | 220 km/h            | 6,7/5,3/5,8 l/100km                          |
| xDrive30d | Wszystkie koła | 2993 cm³          | R6              | 190 kW / 258 KM przy 4000 obr./min      | 560 Nm przy 1500-3000 obr./min | 6,9 s                     | 230 km/h            | 7,0/5,7/6,2 l/100km                          |
| xDrive40d | Wszystkie koła | 2993 cm³          | R6              | 230 kW / 313 KM przy 4400 obr./min      | 630 Nm przy 1500-2500 obr./min | 5,9 s                     | 236 km/h            | 7,1/5,8/6,2 l/100km                          |
| M50d      | Wszystkie koła | 2993 cm³          | R6              | 280 kW / 381 KM przy 4000-4400 obr./min | 740 Nm przy 2000-3000 obr./min | 5,3 s                     | 250 km/h            | 7,6/6,2/6,7 l/100km                          |

## Czwarta generacja

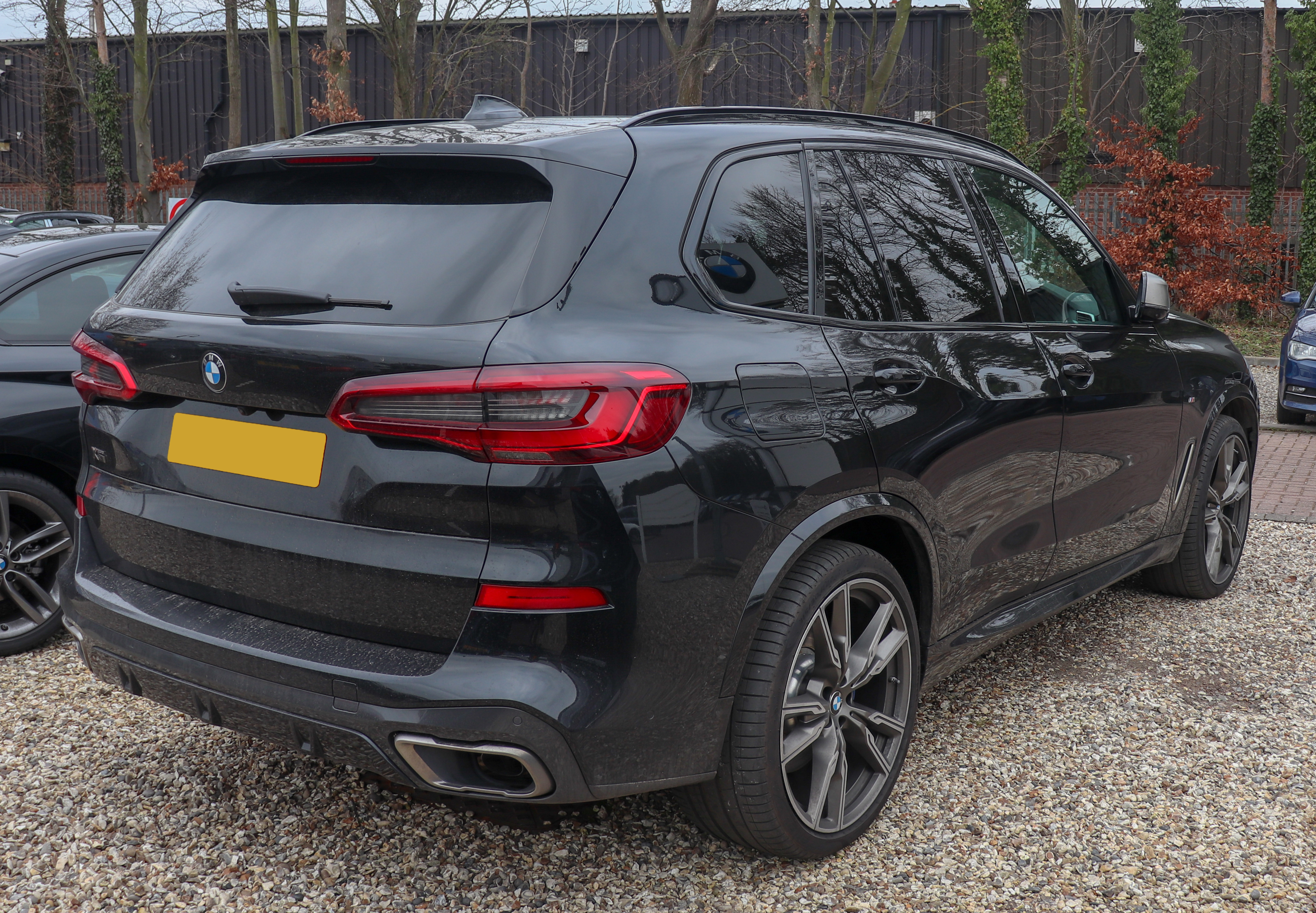
BMW X5 IV (G05) – tył

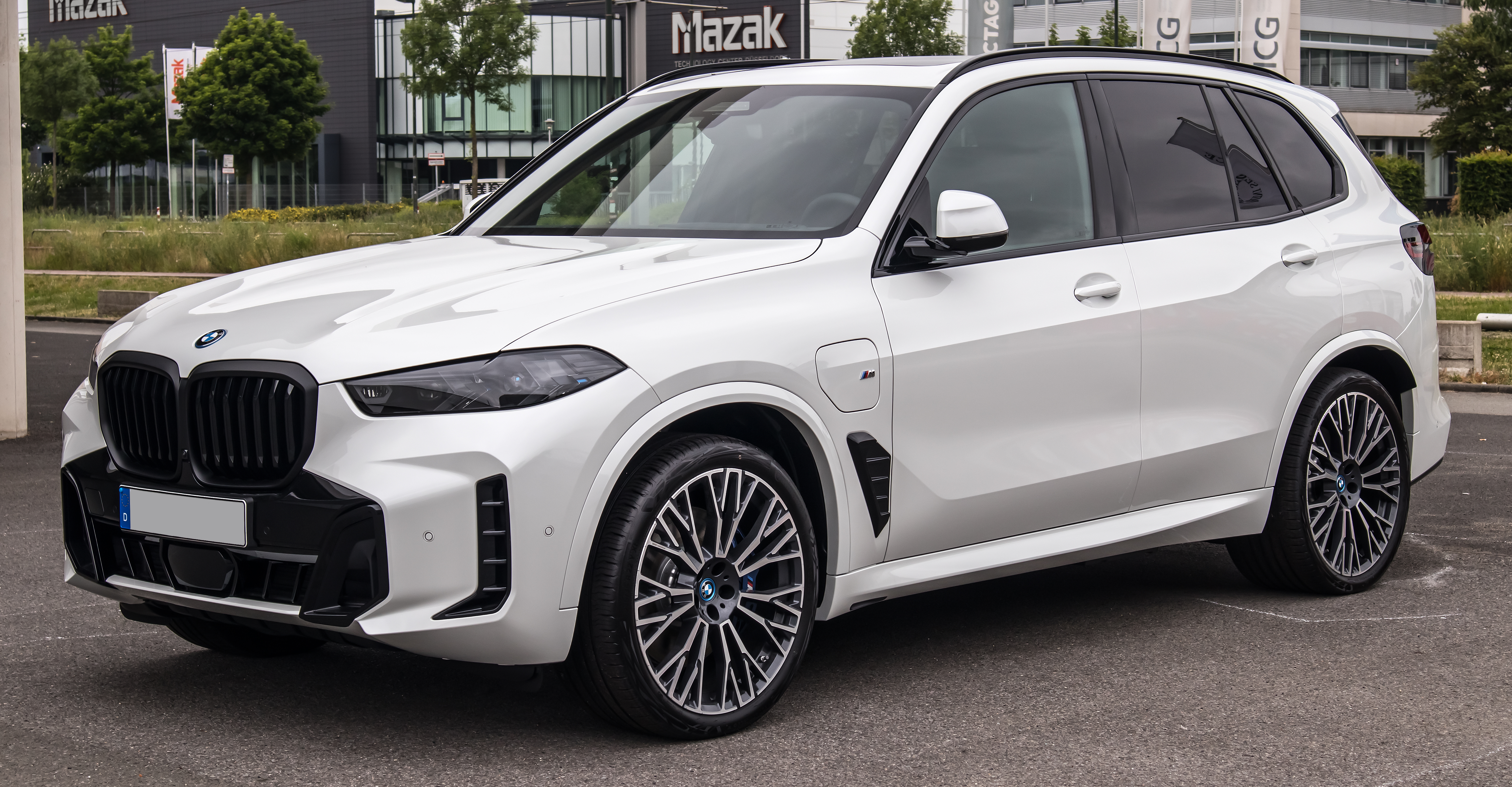
BMW X5 IV (G05) po liftingu

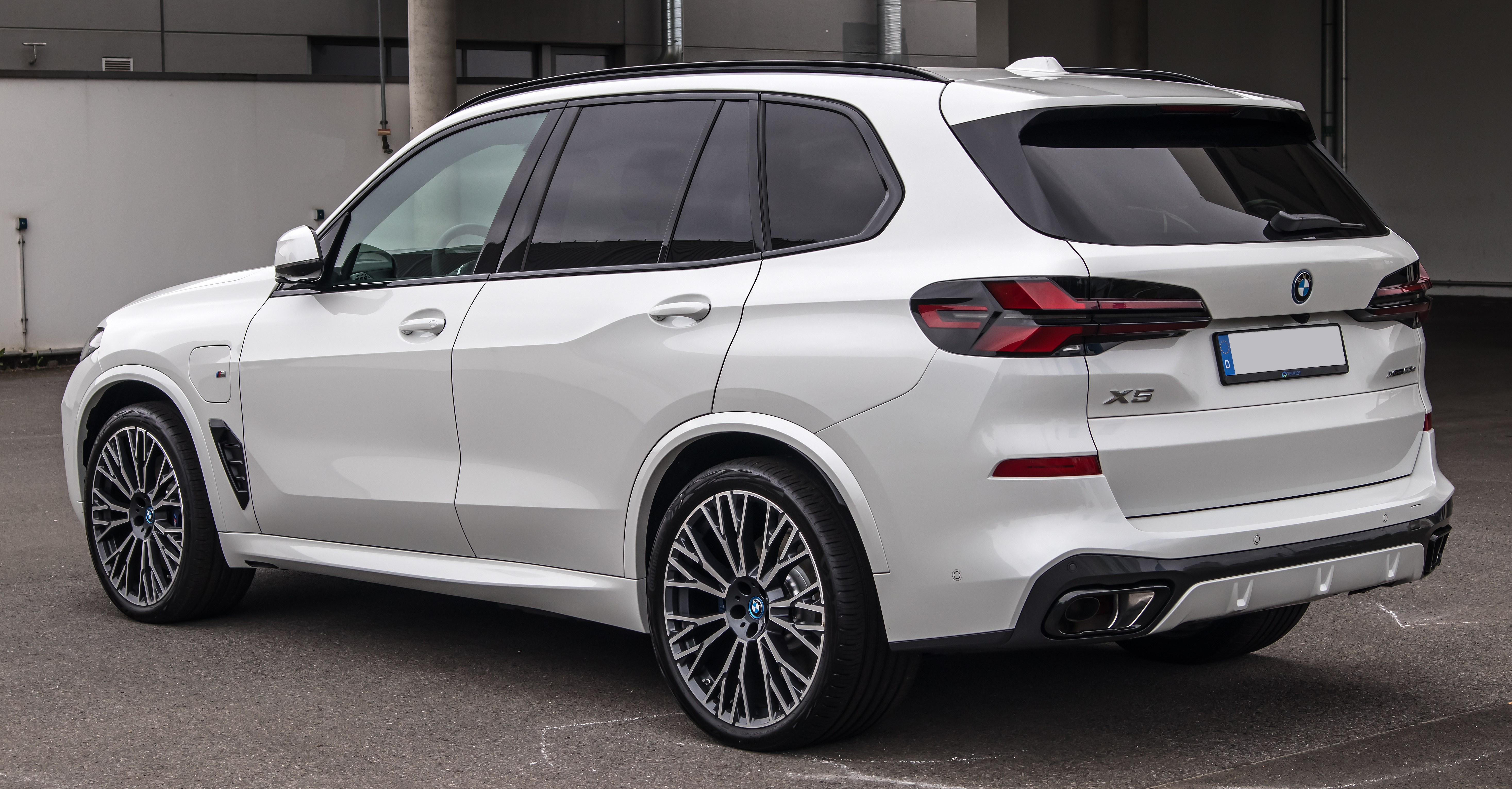
BMW X5 IV (G05) - tył po liftingu

BMW X5 IV zadebiutowało w połowie 2018 roku, zastępując dotychczasowy model już po 5 latach produkcji.
Model otrzymał kod fabryczny G05. Czwarta generacja to część ofensywy modelowej BMW z 2018 roku, w ramach której przedstawiono aż 6 nowych modeli w ciągu 12 miesięcy. Pierwsze informacje ujawniono 6 czerwca 2018 roku. Samochód na tle poprzednika wyraźnie urósł, będąc jednocześnie niższym i lżejszym. Stylistycznie zaszła ewolucja – sylwetka pozostała ta sama, jednocześnie dodając typowe dla nowych modeli marki elementy stylistyczne typu podłużne tylne lampy, mniejsze reflektory i wielki, podwójny grill (tzw. nerki).
G05 X5 wykorzystuje platformę BMW Cluster Architecture (CLAR), którą można znaleźć także w serii 7 VI oraz serii 5 VII. Samochód jest wyposażony w adaptacyjne zawieszenie, a ponadto jest dostępny opcjonalnie z napędem na cztery koła i regulowanym zawieszeniem pneumatycznym, które można podnieść lub obniżyć o 40 mm. Wszystkie modele benzynowe są wyposażone w filtry cząstek stałych, podczas gdy wszystkie modele silników wysokoprężnych posiadają wtrysk AdBlue, który zmniejsza emisję tlenków azotu.
Nowe BMW X5 posiada bardzo bogate wyposażenie z zakresu asystentów bezpieczeństwa. Pojawia się tutaj czujnik podczernieni monitorujący to, gdzie patrzy kierowca. Czujnik współpracuje z pozostałymi asystentami, dzięki czemu np. asystent jazdy w korku nie pozwoli samochodowi samodzielnie ruszyć, jeśli czujnik podczerwieni wykryje, że kierowca nie patrzy na drogę.
Model xDrive50i nie jest dostępny na rynkach europejskich. Produkcja ruszyła w listopadzie 2018 roku, a premiera światowa odbyła się w październiku 2018 w Paryżu.

### Lifting
W styczniu 2023 roku samochód przeszedł lifting. Nieco bardziej agresywne kształty przyjął przedni zderzak. Nowy przód w dolnej części nieco może kojarzyć się z nowym BMW M2 i jej pionowo ciętymi liniami. Ma nowe tylne lampy z sygnaturą świetlną, która przypomina bardziej nowego BMW serii 7. Sam kształt lamp uległ tylko niewielkiej zmianie.

### Wyposażenie
Standardowe wyposażenie obejmuje reflektory LED, elektronicznie sterowane amortyzatory, elektryczne i podgrzewane siedzenia sportowe oraz dwa 12,3-calowe wyświetlacze do tablicy rozdzielczej i systemu iDrive. Modele G05 X5 są również dostępne z reflektorami laserowymi, podgrzewanymi i chłodzonymi uchwytami na kubki, panoramicznym oknem dachowym z wzorami LED oraz abonamentami Microsoft Office 365 i Skype dla firm z aktualizacjami bezprzewodowymi. Nowy system cyfrowych kluczy umożliwia także używanie smartfona jako pilota do blokowania lub odblokowywania samochodu za pośrednictwem NFC.
Pakiety sportowe XLine i M oferowane są obok standardowego wyposażenia i mają różne stylizacje nadwozia oraz ekskluzywne kolory nadwozia i wzory tapicerek. Modele xLine są wyposażone w 19-calowe felgi ze stopów lekkich z aluminiowymi wykończeniami zewnętrznymi, a modele M Sport z 20-calowymi obręczami ze stopu metali lekkich z wykończeniem o wysokim połysku.

### BMW X5 M Competition First Edition
W październiku 2020 BMW zaprezentowało najmocniejszą odmianę BMW X5 – M Competition – w limitowanej do 250 sztuk edycji First Edition. Auto oferowane jest w dwóch matowych kolorach – srebrnym Individual Frozen Dark Silver lub niebieskim Individual Frozen Marina Bay Blue. W standardzie korzysta z lekkich felg aluminiowych w rozmiarze 21 cali z przodu i 22 cali z tyłu. Wyróżnikiem tej edycji są elementy z włókna węglowego: pokrywa silnika, osłony lusterek bocznych i tylny spojler. Wnętrze obszyto skórą BMW Individual Merino w unikatowej, dwukolorowej konfiguracji – Silverstone i Midnight Blue. W każdym egzemplarzu widnieje napis z unikatowym numerem serii. Silnik pozostał nietknięty – podwójnie doładowane, 4,4-litrowe V8 generuje 625 KM i 750 Nm.